# Johann Friedrich Carl Abelspies
Johann Friedrich Carl Abelspies (* 19. Februar 1860 in Duisburg, Rheinprovinz, Königreich Preußen; † nach 1930) war ein deutscher Mandolinist, Harfenist, Gitarrist, Zitherspieler, Ingenieur, Minenbesitzer und Erfinder. Als Instrumentenbauer erfand er eine Harfengitarre.

## Leben
Johann Friedrich Carl Abelspies wurde am 22. März 1860 in der Salvatorkirche getauft. 1882 heiratete er Anna Christiana M. Vock in Whitechapel. In den 1880er und 1890er Jahren lebte er in Schottland und trat er als Zithervirtuose und Instrumentallehrer für Mandoline, Gitarre und Zither in Erscheinung. Er veröffentlichte kleine Kompositionen und Arrangements für diese Instrumente und eine Mandolinschule. 1893 war er Besitzer der Western Foreign Circulating Library und der  News Agency und der British and Foreign Musical Supply Co..  1894 wurde von ihm das Patent für ein Musikinstrument, A combination of Harp and Guitar [Kombination von Harfe und Gitarre] angemeldet. 1901 erwarb Abelspies eine Zinnmine in Polmear in Cornwall und leitete er diese als Manager bis 1906. Er lebte in Charlestown in  St Austell in Cornwall. 1904 erfand er ein Verfahren zur Zinnveredelung. Daraufhin vergrößerte er im selben Jahr das zur Mine gehörige Gebiet. 1906 ging er nach New York. 1908 leitete er die Mine La Casualidad in Kuba. mit zwanzig Mitarbeitern.
Seine Eltern waren Friedrich und Johanne Abelspies.

## Werke (Auswahl)

### Sachbücher
- Das Atomedium die interessanten Erfindungen und Entdeckungen eines deutschen Ingenieurs im Urwald. 1933 im Verlag Helwing in Hannover.[15]

### Musikalische Kompositionen
- In froher Laune, Polka-Mazurka für eine oder zwei Gitarren, verlegt bei Reid Brothers, 1890[6]
- Meditation, Serenade für eine oder zwei Mandolinen oder Violine und Klavier, verlegt bei Reid Brothers, 1890[8]
- Mandolin-Tutor, verlegt bei Reid Brothers, 1890[8]
- Mandolin-Schule. Eine theoretisch-praktische Anweisung zur Erlernung des Mandolinspiels mit Hilfe eines Lehrers oder durch Selbstunterricht,  1891 publiziert bei Hoenes in Trier
- Ten Progressive Solos für Gitarre, publiziert bei Reid Brothers, 1891[7]
- Album of Songs for Voice and Guitar, publiziert bei Reid Brothers, 1891 I Gaetano Braga: La Serenata (The Angel’s Call) nach einer Komposition von Braga II Giuseppe Verdi: A che la morte aus Il trovatore III Vincenzo Bellini: Cavatina aus La Sonambula IV Conradin Kreutzer: Prayer [Gebet] aus Das Nachtlager in Grenada V Franz Schubert: Ständchen (Serenade) VI Franz Schubert: Am Meer (On the Seashore)[7]
- Duettino Concertante für zwei Violinen und Klavier, publiziert bei Reid Brothers, 1892[16][17]
- La Désir, Romance für Violine und Klavier[18]
- Maiglockchen. Concert-Reverie für Zither, publiziert bei Grude in Glasgow, 1892
- Acht Stücke für ein oder zwei Mandoline und Klavier, Gitarrenbegleitung ad libitum, 1893 I Bianca. Polka brillante II Meum et Tuum. Polka III In froher Laune. Polka-Mazurka. IV Meditation. Serenade V Souvenir di Firenze. Marcia brillante VI Selection from Martha VII Barcarole VIII La Désir. Romance[19]
- Harp-Guitar Tutor, publiziert von J. F. C. Abelspies, London, 1894
- Joachim Raff: Kavatine. Nr. 9 seiner Reihe mit Kompositionen und Arrangements für ein oder zwei Mandolinen und Klavier, Gitarrenbegleitung ad libitum, 1895[20][21]
- The harp that once thro' Tara's halls, für Gesang und Gitarre, Musik: Thomas Moore, Arrangement von J. F. C. Abelspies, 1896
- Serenade. für Gesang und Gitarre. Musik: Charles Gounod, Arrangement von J. F. C. Abelspies, 1896
- Washington Post March für ein oder zwei Mandoline und Klavier, Gitarrenbegleitung ad libitum, 1896[22]